# ヘスレーニ・ヨージェフ
ヘスレーニ・ヨージェフ（Heszlényi József、1890年7月24日 - 1945年5月15日）は、ハンガリーの軍人。大将。
イグロー出身。第一次世界大戦に従軍し、戦後、ハンガリー軍に入隊。1935年から参謀本部第6班長、1936年から軍司令官の副官。1938年から第23旅団長。1940年、第2自動車化師団長に任命。
1940年～1942年、国防省補給局長。1942年、第4軍団長に任命。1944年3月、ドイツ軍によるハンガリー占領後、ナチス・ドイツの信任を得ていたヘスレーニは第3軍司令官に任命された。1944年9月、第3軍（約11万人）は、ハンガリー・ルーマニア国境の防衛を担当したが、ティサ川とドナウ川の間でソ連軍により撃破された。1944年10月28日、騎士鉄十字章を受章。1944年12月末、第3軍主力はブダペストで包囲され、残余部隊はオーストリアに退却した。
ナチス・ドイツ降伏後、自殺。